# Nowon-gu
Nowon-gu (노원구) ist einer der 25 Stadtteile Seouls und befindet sich am nordöstlichen Stadtrand. Die Einwohnerzahl beträgt 516.552 (Stand: Mai 2021).

## Bezirke
Nowon-gu besteht aus 20 Dongs:
- Gongneung-dong 1∼2
- Hagye-dong  1∼2
- Junggye bon-dong
- Junggye-dong  1∼4

- Sanggye-dong 1∼10 (3 und 4 sowie 6 und 7 fusionierten zu jeweils einem Dong)
- Wolgye-dong 1∼3

## Hochschulen
- Kwangwoon University
- Sahmyook University
- Korea Military Academy

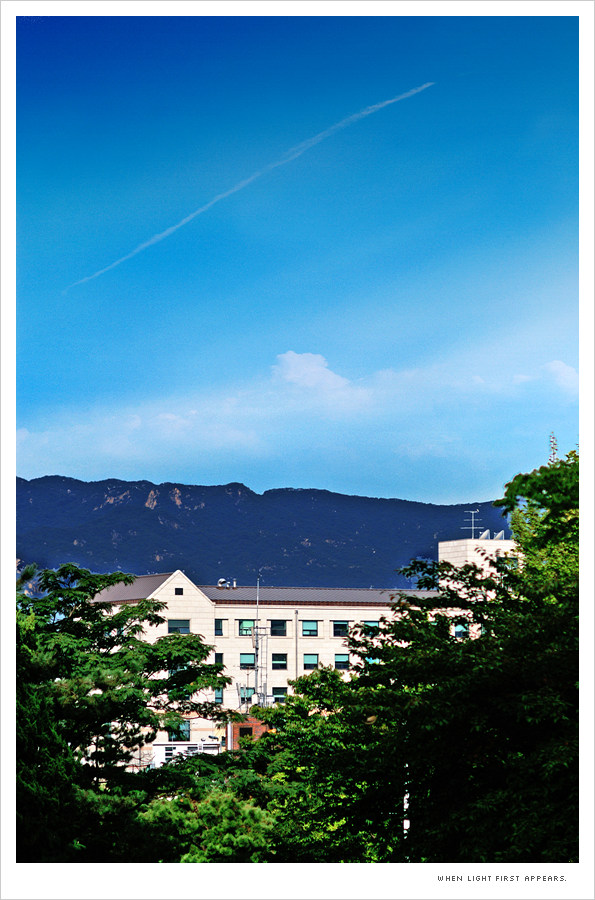
Kwangwoon University

- Seoul National University of Science and Technology
- Induk University
- Seoul Women’s University

## Stadien
- Madeul-Stadion

## Persönlichkeiten
- Kim Seung-o (* 1978), Film- und Fernsehschauspieler